# Tropidocephala bironis
Tropidocephala bironis är en insektsart som beskrevs av Matsumura 1907. Tropidocephala bironis ingår i släktet Tropidocephala och familjen sporrstritar. Inga underarter finns listade i Catalogue of Life.